# Línea 71 de TMB

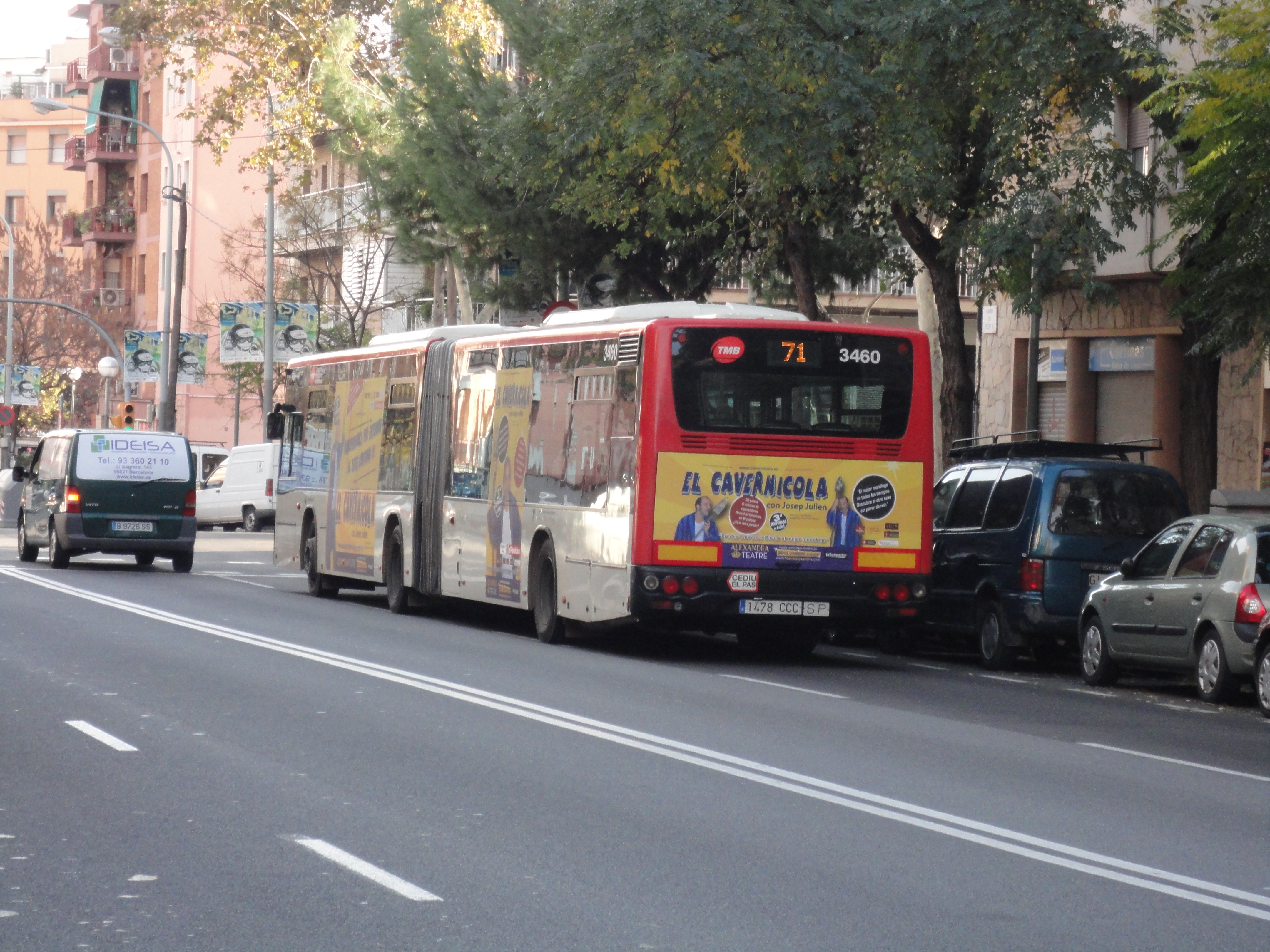
Autobús de la línea 71 en la calle Felipe II dirección Pº Marítimo.

La línea 71 era una línea de autobús, que unía el paseo Marítimo de Barcelona con el barrio de Canyelles. Dejó de prestar servicio el 15 de septiembre de 2014, al ser sustituida por la línea V27, realizando el mismo recorrido.

## Otros datos
| Prestación                   | Disponibilidad en la línea |
| ---------------------------- | -------------------------- |
| Adaptada a                   | Sí                         |
| TMB iBus (tiempo de espera ) | Sí                         |
| Pantallas informativas       | Sí                         |
| Línea de tránsito rápido     | No                         |
| Circula en días festivos     | Sí                         |